# Iglesia Bautista Abisinia
La Iglesia Bautista Abisinia es una megaiglesia bautista situada en el número 132 de la calle 138 Oeste, entre el bulevar Adam Clayton Powell Jr. y la avenida Lenox, en el barrio de Harlem, en Manhattan, Nueva York, afiliada a la Convención Bautista Nacional, EE. UU. y las Iglesias Bautistas Americanas USA. Su pastor principal es Kevin R. Johnson.

## Historia
Fundada en 1809, su edificio actual se construyó en 1922 y fue diseñado por Charles W. Bolton & Son en estilo neogótico. Cuenta con vidrieras y mobiliario de mármol.
Durante el siglo XX, entre los ministros destacados de la iglesia se encontraban Adam Clayton Powell Sr. y Adam Clayton Powell Jr. A lo largo de los años, la iglesia ha servido como lugar para la espiritualidad y la política de la comunidad afroamericana. La congregación de la Iglesia Bautista Abisinia remonta su historia a 1809, cuando los marineros del Imperio Etíope (entonces conocido como Abisinia) ayudaron a liderar una protesta contra la segregación de los asientos de la iglesia. La congregación celebró sus cultos en varios lugares antes de construir la estructura actual de la iglesia.
En 1989, Calvin O. Butts se convirtió en pastor principal.
El 13 de julio de 1993, la iglesia y su casa comunitaria asociada fueron designadas monumento histórico de la ciudad de Nueva York.
En 2024, Kevin R. Johnson se convirtió en pastor principal de la iglesia.

## Abyssinian Development Corporation
En 1989, la iglesia fundó Abyssinian Development Corporation (ADC), una organización de desarrollo comunitario para el vecindario de Harlem que construye escuelas y viviendas principalmente para residentes de bajos ingresos.